# Yên Bái
Yên Bái (ancien: Yen-bay) est une ville du Viêt Nam et le chef-lieu de la province de Yên Bái.

## Histoire
Dans la nuit du 9 au 10 février 1930, le parti national du Vietnam (VNQDD), parti frère du Kouo Min Tang chinois, déclenche une insurrection dans la ville tendant à soulever les tirailleurs annamites de la garnison. La majorité de ceux-ci et la population refusent de suivre le mouvement qui est rapidement maitrisé. Les meneurs sont arrêtés et exécutés.